# Rhinodermatidae
Rhinodermatidae é uma família de anfíbios pertencentes à ordem Anura. Contém apenas dois gêneros. É endêmica do sudoeste da América do Sul, podendo ser encontrada na Argentina e no Chile. Possui dois modos reprodutivos, onde em um os ovos são depositados na terra e depois os girinos são transportados para água na boca do macho, ou, os ovos se desenvolvem dentro do saco vocal do pai. O nome da família é uma referência a uma protuberância localizada no focinho de todas as espécies, se assemelhando a um rinoceronte. Possivelmente, essa família será fundida com a Leptodactylidae.

## Espécies
- Insuetophrynus
  - Insuetophrynus acarpicus Barrio, 1970

- Rhinoderma
  - Rhinoderma darwinii Duméril e Bibron, 1841
  - Rhinoderma rufum (Philippi, 1902)